# Золотоношка (річка)
Золотоно́шка — річка в Україні, в межах Золотоніського району Черкаської області. Ліва притока Дніпра. Басейн Чорного моря.

## Опис
Довжина 92 км. Площа водозбірного басейну 1 260 км². Похил річки 0,4 м/км. Долина коритоподібна, завширшки до 4 км. Береги залужені та заліснені. Заплава завширшки до 400 м, подекуди заболочена. Річище слабозвивисте, завширшки пересічно 5 м. Стік зарегульовано ставками. Використовується на технічне й сільськогосподарське водопостачання, рибництво.

## Розташування
Золотоношка бере початок на північній околиці Драбова. Тече на південь на південний захід, у пониззі — на південний схід, у пригирловій частині — на південь. Впадає до Дніпра (у Кременчуцьке водосховище) біля села Чехівка. 
Над річкою розташоване місто Золотоноша.

## Притоки
- Мала Золотоношка (права); Суха Згар, Кропивна (ліві).

## Природно-заповідний фонд
У долині річки розташовано гідрологічний заказник місцевого значення Заплавський, загальнозоологічний заказник Вітове, заповідне урочище «Бакаївське» та ландшафтний заказник Урочище Лисичка.

## Екологічний стан
З 2009 р. Золотоношка перебуває у вкрай незадовільному екологічному стані. Причиною є забруднення вод річки неочищеними стоками очисних споруд м. Золотоноші.

## Галерея

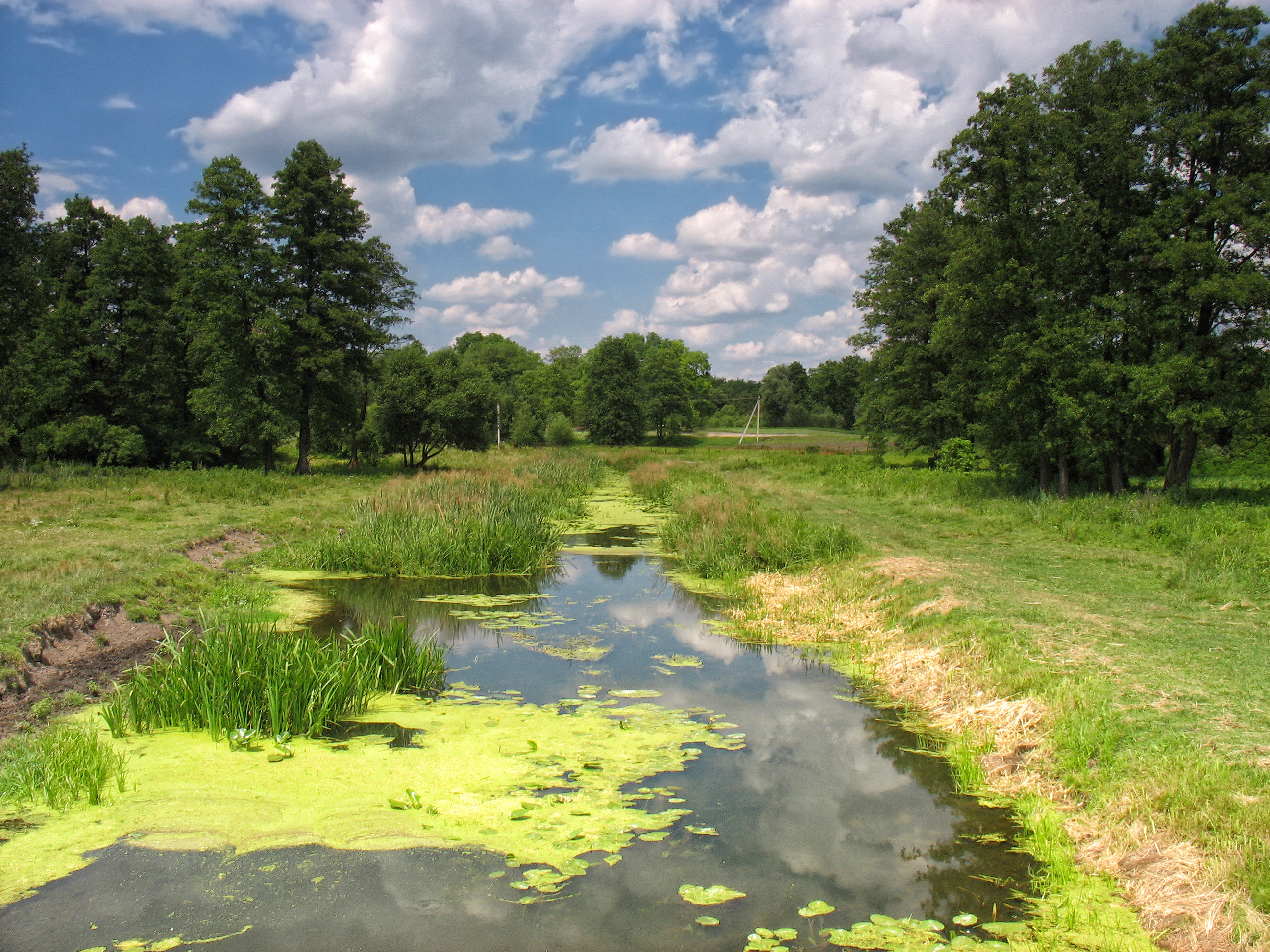
Золотоношка в урочищі «Бакаївське»